# Michael Ketting

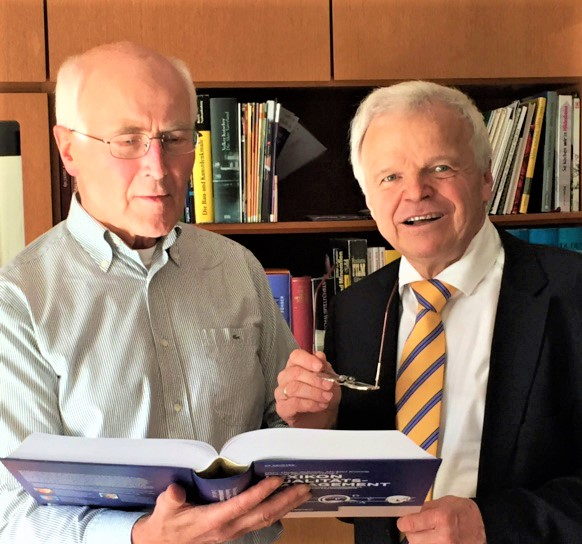
Michael Ketting (rechts) im Fachgespräch mit Wolfgang Poppy (2016)

Michael Ketting (* 27. Februar 1950 in Lengenfeld) ist ein deutscher Ingenieur. Er war Wissenschaftlicher Direktor des Instituts für Baumaschinen, Antriebs- und Fördertechnik (IBAF) in Bochum sowie Honorarprofessor für Fördertechnische Systeme und Baumaschinentechnik an der Ruhr-Universität Bochum. Ketting gilt weltweit als ausgewiesener Spezialist für die Raupen- bzw. Kettenfahrwerkstechnik an Baumaschinen. Er ist Ehrenpräsident des Expertenrates der Baumaschinentechnik Münchener Kreis – Expert Panel of Construction Equipment.

## Leben
Michael Ketting hat Regelungstechnik an der Technischen Universität Dresden bei Heinrich Kindler und Wissenschaftsphilosophie (Physikgeschichte) an der Humboldt-Universität zu Berlin bei Karl-Friedrich Wessel studiert, an der er mit einer Dissertation zu Entwicklungsproblemen in der Geschichte der Festkörperphysik (mechanische Festkörpereigenschaften) zum Dr. phil. promoviert wurde.
Seine Industrietätigkeit begann Michael Ketting 1974 als Technischer Leiter in der Nachrichten- und Messtechnik beim PFA Plauen (Vogtland). Nach erfolgter Promotion wurde er im Jahr 1981 bei dem Unternehmen Baumechanisierung in Lengenfeld (Vogtland) Hauptabteilungsleiter Forschung und Entwicklung, und seitdem arbeitet er auf dem Gebiet der Baumaschinen- und Kettenfahrwerkstechnik. Ketting beschäftigte sich zunächst mit der automatisierten Fertigung und Montage von Baumaschinenfahrwerken, auch unter Berücksichtigung eines effektiven Einsatzes von Industrierobotern. In diese Zeit fallen gemeinsame Arbeiten mit dem Automatisierungslehrstuhl von Heinz Töpfer an der TU Dresden zur Funktionalität und zum interdisziplinären Verständnis von Rationalisierung und Automatisierung.
Aufgrund der von Ketting in diesem Fachgebiet vorgelegten Entwicklungsergebnisse wurde er u. a. Mitglied einer vom Institut für Baumechanisierung Dresden koordinierten internationalen Arbeitsgruppe für Baumaschinen/Kettenfahrwerke des RGW. Ketting arbeitete aber auch an anderen Schwerpunkten der Baumaschinentechnik. So entstanden beispielsweise – in Kooperation mit der Hochschule für Verkehrswesen Dresden – spezielle Hydrauliklösungen für Kompaktlader.
1986 übernahm er bei dem Unternehmen Baumechanisierung die Funktion eines stellv. Direktors für Technik. Gleichzeitig widmete sich Ketting ab 1987 als Externer an der Technischen Hochschule Zwickau ingenieurwissenschaftlichen Forschungsarbeiten zur Automatisierung sowie zur fertigungsgerechten, gleichzeitig aber auch betriebsfesten Konstruktion von Raupenfahrwerken, mit dem Ziel der Habilitation (B-Promotion zum Dr.sc.techn.). Diese grundlegenden Arbeiten konnte er infolge der politischen Wende in Deutschland jedoch nicht zu Ende führen.
1989 wechselte Ketting zur Intertractor AG in Gevelsberg, einem international führenden Hersteller von Raupenfahrwerken für Baumaschinen. Er war dort zunächst Prokurist und Bereichsleiter Konstruktion/Entwicklung und von 1995 bis 2003 Mitglied des Vorstandes.
Über seine Forschungs- und Entwicklungsergebnisse hat Ketting seit Beginn der 1990er Jahre in Fachvorträgen bei weltweit bedeutenden Baumaschinenfirmen berichtet. Hierdurch erwarb er in Europa sowie besonders auch in den USA und Japan fachliche Anerkennung. 1994 führte er als Gastingenieur am renommierten Nevada Automotive Test Center (NATC) in Carson City (USA) Untersuchungen zur Herausbildung festigkeitsoptimaler Laufflächenkonturen für Kettenfahrwerke durch.
Aufgrund seiner wissenschaftlichen Leistungen wurde Ketting 1993 zum Lehrbeauftragten und 1999 zum Honorarprofessor an der Fakultät für Maschinenbau der Ruhr-Universität Bochum ernannt.
Seit 2000 war er Geschäftsführer (ab 2007 Wissenschaftlicher Direktor) der IBAF – Institut für Baumaschinen, Antriebs- und Fördertechnik GmbH in Bochum (Geschäftsführung seit 2007: Jan Scholten, Frank Tintrup). Dieses Institut wurde aus dem ehemaligen Lehrstuhl für Maschinenelemente und Fördertechnik (Leitung: Gerhard Wagner) der Ruhr-Universität ausgegründet, um für Partner aus unterschiedlichen Industriezweigen problemorientierte Systemlösungen auf hohem ingenieurwissenschaftlichen Niveau mit gleichzeitig hoher Praxisrelevanz zu bearbeiten (sog. „Bochumer Modell“).
Von 2000 bis 2012 war Ketting – in Personalunion – Generalbevollmächtigter und von 2012 bis 2015 Geschäftsführer der IAMT – Ingenieurgesellschaft für allgemeine Maschinentechnik mbH (Holding) in Weischlitz.

## Verdienste und Leistung
Ketting hat als einer der ersten Ingenieure weltweit die Raupenfahrwerkstechnik für Baumaschinen als ingenieurwissenschaftliche Teil-Disziplin der Baumaschinentechnik etabliert und dem stagnierenden Stand der Technik durch systematisch entwickelte konstruktive und fertigungstechnische Verbesserungen einen deutlichen Schub verliehen. Er beschäftigte sich zunächst mit der fertigungsgerechten Konstruktion und der automatisierten Produktion/Montage von Raupenfahrwerken. Als besonders bemerkenswert sind seine Arbeiten zum scharnierfähigen Pressen von Fahrwerksketten zu bezeichnen.
Im Rahmen seiner wissenschaftlichen Tätigkeit an der Ruhr-Universität Bochum und am IBAF-Institut ist es sein Verdienst, das Raupenfahrwerk als „Subsystem“ der Baumaschine zu betrachten. Die Entwicklung und Optimierung derartiger Maschinenstrukturen leitet er vorzugsweise deduktiv aus den maßgebenden physikalischen Grundlagen ab. Bezogen auf die praktische Umsetzung besteht seine Leistung darin, den Festigkeitsaspekt, unter besonderer Berücksichtigung von dynamischen Beanspruchungen aus der Interaktion zwischen Maschine und Boden, zur Auslegung von Kettenfahrwerken in den Vordergrund zu stellen und nicht – wie oft üblich – nur verschleißorientierte Auslegungskriterien zu berücksichtigen. Hervorzuheben ist die Realisierung grundsätzlich neuer konstruktiver Lösungen von Kettenfahrwerken für Baumaschinen (Baugruppen/Unterwagen), einschl. des Einsatzes neuer Materialien (wie beispielsweise Keramik) sowie der zugehörigen Antriebshydraulik.
Schwerpunkte aktueller Forschungs- und Entwicklungsarbeiten sind vorrangig die konstruktive und antriebstechnische Weiter- und Neuentwicklung von Elastomer- bzw. Gummifahrwerken – die in enger Zusammenarbeit mit Piotr Dudzinski von der TU Wroclaw entstehen – sowie Untersuchungen zum Systemverhalten von Baumaschinenfahrwerken (z. B. unter Berücksichtigung der Bauteilschädigung) und der lebensdauergerechten Auslegung von Fahrwerkskomponenten unter abrasiven Verschleißbedingungen.
Ketting hielt bzw. hält weltweit etwa 60 Patente, u. a. zu zahlreichen Merkmalen der Kettenfahrwerkstechnik. Er kann auf weit über 250 Forschungsberichte, Veröffentlichungen und Fachvorträge verweisen, davon über 200 auf dem Gebiet der Baumaschinen- und Kettenfahrwerkstechnik, zu einem Teil in international anerkannten Index-Zeitschriften. Er ist zudem Mitautor bzw. -herausgeber von Monographien, Handbüchern, Sammel- und Tagungsbänden.

## Management

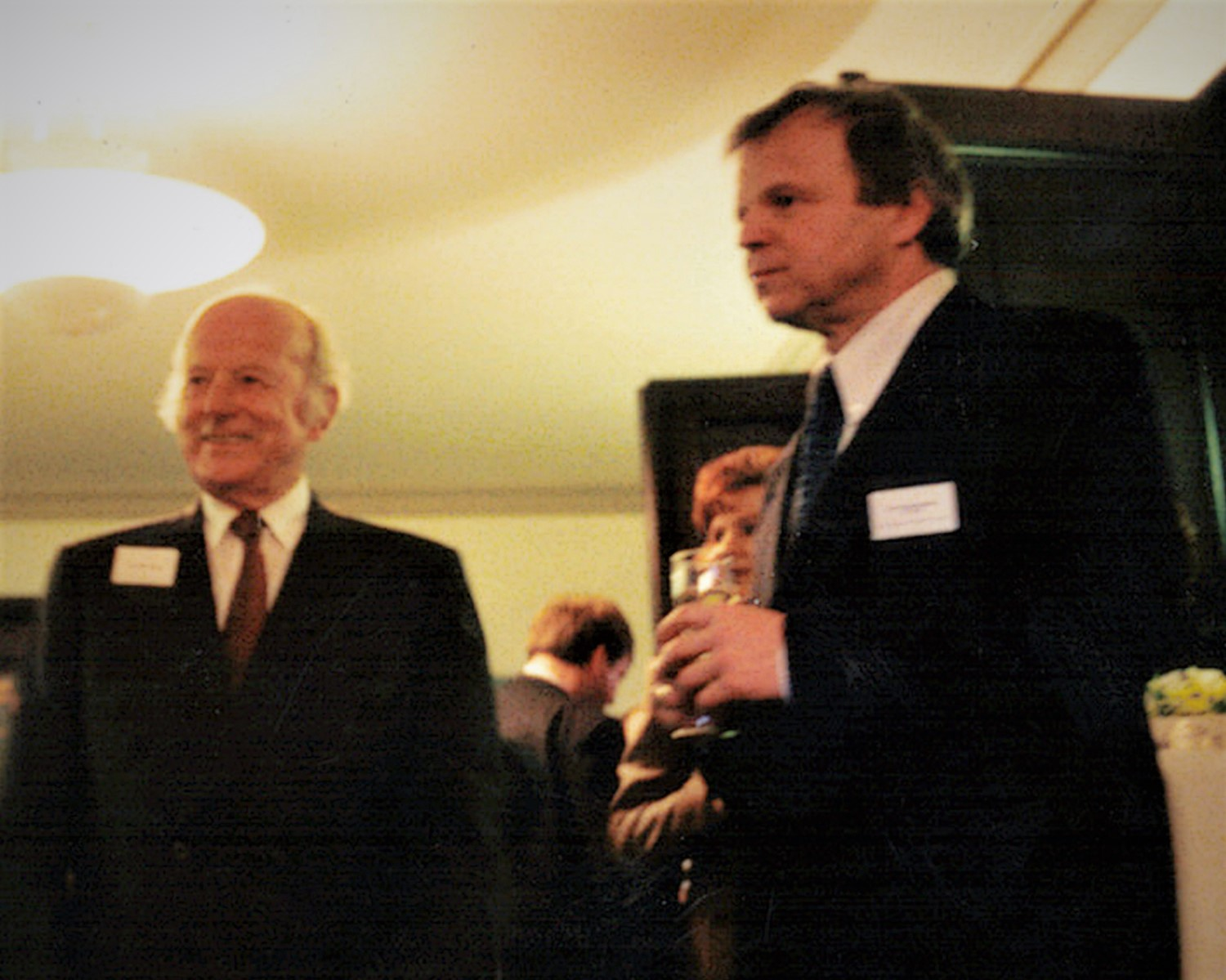
Michael Ketting (r) mit Walter Masing beim Empfang zum zehnjährigen Firmenjubiläum der IAMT mbH (2002)

Basierend auf langjährigen Erfahrungen im industriellen Management wirkt Ketting – neben seiner ingenieurwissenschaftlichen Tätigkeit im Maschinenbau – auf dem Gebiet der ingenieurtechnischen und wirtschaftlich-kostenorientierten Firmenberatung. Er verfolgt ein darauf bezogenes strategisch ausgerichtetes Managementkonzept mit der Einheit von Produkt-, Prozess- und Qualitätsmanagement. Darüber hinaus arbeitete er beispielsweise mit Herbert Schnauber an einer Konzeption zur „ganzheitlichen Unternehmensdiagnostik“ für Firmen im Baumaschinenbereich sowie mit Walter Masing zu Fragen der historischen Entwicklung des Qualitätsmanagements. Ketting ist, gemeinsam mit Hans-Dieter Zollondz und Raimund Pfundtner, Mitherausgeber des Lexikons „Qualitätsmanagement“. Außerdem war er mehrere Jahre in Forschung und Lehre im Fachgebiet Management/Qualitätsmanagement am Lehrstuhl Wirtschaftspädagogik (Leitung: Jürgen van Buer) an der Humboldt-Universität zu Berlin tätig. Auf ihn gehen zudem Überlegungen zu einer potentiellen Wissenschaftsdisziplin „Managementpädagogik“ zurück.

## Gremien
Michael Ketting ist Gründungsmitglied, war Präsident und ist seit 2015 Ehrenpräsident des Expertenrates der Baumaschinentechnik in Deutschland (Münchener Kreis – Expert Panel of Construction Equipment e. V.), einer Organisation, in der Spitzenmanager der Baumaschinenindustrie sowie Universitätsprofessoren, die wissenschaftlich die Baumaschinentechnik und angrenzende Fachgebiete vertreten, zusammengeschlossen sind.
Ketting ist gewähltes Mitglied der Leibniz-Sozietät der Wissenschaften zu Berlin. Er ist, bzw. war bis zu seinem Ruhestand, Mitglied weiterer Organisationen, Verbände und Einrichtungen, z. B. Mitglied des Industriekreises der Wissenschaftlichen Gesellschaft für Produktentwicklung WiGeP („Berliner Kreis“ & WGMK), Mitglied der International Society for Terrain Vehicle Systems (ISTVS/USA) sowie Mitglied des Verbandes der Baubranche, Umwelt- und Maschinentechnik (VDBUM), Mitglied des Advisory Committee der Fachzeitschrift „Archives of Civil and Mechanical Engineering“ der polnischen Akademie der Wissenschaften, des Komitees zur Verleihung des Förderpreises des Verbandes der Baubranche, Umwelt- und Maschinentechnik sowie der Jury für die Vergabe des Innovationspreises für zukunftsweisende Entwicklungen bei Bau-, Baustoff- und Bergbaumaschinen im Rahmen der weltweit größten Baumaschinenmesse bauma in München. 2013 war er Mitglied der Preisverleihungskommissionen für den Euro-Testpreis der Berufsgenossenschaft der Bauwirtschaft sowie des Wolfgang-Beitz-Preises. Ketting ist/war zudem Mitglied von Firmenbeiräten, z. B. bis 2015 Beiratsvorsitzender bei der Ruthmann GmbH & Co KG in Gescher.

## Veröffentlichungen (Auswahl)
- mit Christoph Pietzsch: Wegmesssysteme an Industrierobotern. Verlag Technik, Berlin 1986.
- Mitarbeit in: Hans-Ludwig Wußing, Hans Dietrich, Walter Purkert, Dietrich Tutzke (Hrsg.): Fachlexikon abc Forscher und Erfinder. Harri Deutsch Verlag, Thun; Frankfurt a. M. 1992, ISBN 3-8171-1258-0.
- Theoretical Principles to Optimize the Running Surface of Chain Links for Track Assemblies. Proceedings: 11th International Conference of the ISTVS, Sept. 22–30, 1993, Incline Village (USA), Volume I.
- Ceramic Components in Tracks for Construction Equipment. Presentation of the 6th European ISTVS Conference, Vienna, Austria, Sept. 28-30, 1994, Proceedings Volume II, p. 673–695.
- mit P. Dudzinski: Neue Fahrwerksgeneration für mobile Arbeitsmaschinen und Fahrzeuge. Konferenz: Problemy edukacyjne i badawcze wspolczesnej logistiki. Proceedings: No. 23, S. 136–150, Wroclaw 1995.
- mit C. Pietzsch: Optimization of the Pressfit of Track Link and Pin/Bushing to Assure the Function of Tracks for Construction Machinery. Proceedings: 4th Asia-Pacific Conference of the ISTVS, Okinawa (Japan), Nov. 20–22, 1995, p. 263–270.
- mit P. Dudzinski, H. Hawrylak, G. Hohl (Eds.): Off-Road Machines and Vehicles in Theory and Practice. Proceedings of the 1st International Conference Wroclaw, Poland, September 23–24, 1996. ISTVS-East European Office, Technical University Wroclaw, Wroclaw (Poland) 1996.
- mit G. Wagner (Hrsg.): Neuere Beiträge zur Entwicklung der Laufwerkstechnik. Festschrift aus Anlass des Wissenschaftlichen Kolloquiums zum 65. Geburtstag von Dr.-Ing. Friedrich Böttger. Ruhr-Universität Bochum, Fakultät für Maschinenbau, Schriftenreihe des Instituts für Konstruktionstechnik Heft 98.1, Bochum 1998.
- mit Walter Masing, Wolfgang König, Karl-Friedrich Wessel (Hrsg.): Qualitätsmanagement – Tradition und Zukunft. Festschrift zum 50-jährigen Bestehen der Deutschen Gesellschaft für Qualität e. V. Hanser Verlag, München; Wien 2003, ISBN 3-446-21601-4.
- mit F. Tintrup, H. Halama, M. Woydt, J. Tomaschewski: Field Test of Tracked Chain Lubed by Solid Bonded Films (Solid Bonded Films in Tracked Chains of Construction Equipments). STLE (Society of Tribologists and Lubrication Engineers) 58th Annual Meeting, New York, April 28 – May 1, 2003.
- mit Norbert Gebhardt, Holger Kühne, Jens Morgenstern: Fluidtechnik in Kraftfahrzeugen. Springer, Heidelberg; Dordrecht; London; New York 2010, ISBN 978-3-642-05483-9.
- Aspekte der Wahrnehmung von Verantwortung in der akademischen Ausbildung. In: Karl-Friedrich Wessel und Andreas Wessel (Hrsg.): Persönlichkeit und Verantwortung in Wissenschaft, Medizin und Technik. Robert Ketting zum Gedenken. Berliner Studien zur Wissenschaftsphilosophie und Humanontogenetik, Bd. 30. Kleine Verlag, Grünwald 2013, S. 77–117, ISBN 978-3-937461-57-1.
- mit Thomas Diesner, Olaf Scupin, Andreas Wessel (Hrsg.): Humanontogenetik – Interdisziplinäre Theorie und Brücke in die Praxis. Logos, Berlin 2016, ISBN 978-3-8325-4240-5.
- mit Hans-Dieter Zollondz, Raimund Pfundtner (Hrsg.): Lexikon Qualitätsmanagement. Handbuch des modernen Managements auf Basis des Qualitätsmanagements. 2., komplett überarbeitete und erweiterte Auflage. Walter de Gruyter, Oldenbourg Verlag, Berlin/Boston; München 2016, 1312 Seiten, ISBN 978-3-486-58465-3, e-ISBN (PDF) 978-3-486-84520-4, e-ISBN (EPUB) 978-3-11-039808-3.